# Alfredo Viejo Sánchez
Alfredo Sánchez (Orizaba, 1904. május 28. – ?) mexikói labdarúgócsatár.

## Pályafutása
1930-ban részt vett a válogatottal az első ízben megrendezett világbajnokságon. 
1938-ban megnyerte hazájával a Közép-amerikai és Karibi játékok labdarúgó tornáját.

## Sikerei
- 1-szeres Közép-amerikai és Karibi játékok győztes:
  - Mexikó: 1938